# Independent Colleges and Universities of Florida

L'Independent Colleges & Universities of Florida (ICUF), fondée en 1956, est une association composée de 28 colleges et universités de l'État de Floride. Comme les 11 colleges et universités publiques, tous les établissements membres de l'ICUF sont accréditées par la Southern Association of Colleges and Schools. 

## Membres de l'ICUF
| Université                                 | Lieu                     | Fondation | Budget 2008 en millions de $ | étudiants |
| ------------------------------------------ | ------------------------ | --------- | ---------------------------- | --------- |
| American Global International University   | Miami Shores             | 1990      | 5,1                          | 5 256     |
| Barry University                           | Miami Shores             | 1940      | 28,9                         | 7 756     |
| Beacon College                             | Leesburg                 | 1989      | 0,016                        | 117       |
| Bethune-Cookman University                 | Daytona Beach            | 1904      | 44                           | 3 400     |
| Clearwater Christian College               | Clearwater               | 1966      | 0,389                        | 595       |
| Eckerd College                             | St. Petersburg (Floride) | 1958      | 20,4                         | 1 835     |
| Edward Waters College                      | Jacksonville             | 1866      | 1,8                          | 811       |
| Embry-Riddle Aeronautical University       | Daytona Beach            | 1926      | 52                           | 4 978     |
| Flagler College                            | Saint Augustine          | 1968      | 35,1                         | 2 537     |
| Florida College                            | Temple Terrace           | 1942      | 8                            | 524       |
| Florida Hospital College of Health Science | Orlando                  | 1992      | 1                            | 2 200     |
| Florida Institute of Technology            | Melbourne (Floride)      | 1958      | 42,9                         | 5 118     |
| Florida Memorial University                | Miami Gardens            | 1879      | 9,4                          | 1 750     |
| Florida Southern College                   | Lakeland (Floride)       | 1883      | 70,3                         | 1 801     |
| Hodges University                          | Naples (Floride)         | 1990      | 1,3                          | 1 699     |
| Jacksonville University                    | Jacksonville             | 1934      | 60,8                         | 3 409     |
| Lynn University                            | Boca Raton               | 1962      | 13,8                         | 2 549     |
| Nova Southeastern University               | Davie (Floride)          | 1964      | 47,6                         | 33 153    |
| Palm Beach Atlantic University             | West Palm Beach          | 1968      | 62,9                         | 2 991     |
| Ringling College of Art and Design         | Sarasota                 | 1931      | 8                            | 1 199     |
| Rollins College                            | Winter Park              | 1885      | 366,5                        | 2 532     |
| Saint Leo University                       | Saint Leo                | 1889      | 10,7                         | 3 033     |
| St. Thomas University                      | Miami Gardens            | 1961      | 23,4                         | 1 784     |
| Southeastern University                    | Lakeland                 | 1935      | 3,7                          | 3 069     |
| Stetson University                         | DeLand                   | 1883      | 137,5                        | 2 690     |
| Université de Miami                        | Coral Gables             | 1925      | 741                          | 13 370    |
| The University of Tampa                    | Tampa                    | 1931      | 20,2                         | 5 628     |
| Warner University                          | Lake Wales               | 1968      | 3,2                          | 1 037     |
| Webber International University            | Babson Park              | 1927      | 4,9                          | 596       |